# Malacoceros tetracerus
Malacoceros tetracerus är en ringmaskart som först beskrevs av Schmarda 1861.  Malacoceros tetracerus ingår i släktet Malacoceros och familjen Spionidae. Arten är reproducerande i Sverige. Inga underarter finns listade i Catalogue of Life.